# René van Gerdinge
René van Gerdinge (Saint-Nectaire, 7 juin 1928 - Le Mans, 9 septembre 2004) écrivain français, a illustré son engagement dans les publications de l'Église chrétienne universelle (aujourd'hui Alliance universelle). Il fut longtemps un personnage public dans un cadre controversé.

## Les origines
La famille van Gerdinge est d'origine hollandaise. Elle s'est installée en France dans les années 1940. Elle a fait des affaires dans la vente de la porcelaine d'art et tenu des hôtels dans le thermalisme. Deux frères aînés de René ont participé notablement à la Résistance en Belgique et en France.
Van Gerdinge était un athlète universitaire. Il rencontre la fille de Georges Roux en 1950 et l'épouse. Le beau-père, guérisseur de l'après-guerre et rédacteur d'ouvrages de caractère mystique, est en train de devenir la personnalité controversée désignée sous la dénomination de « christ de Montfavet » qui défraie la chronique dans ces années-là et réunit des milliers de disciples. Le jeune René van Gerdinge s'engage dans cette aventure publique avec détermination.

## La controverse
Les disciples de Roux créent à l'hiver 1951 une revue : Messidor. Van Gerdinge en est l'éditorialiste originel et en restera le rédacteur en chef et gérant pendant trente années.
Il a des contacts avec la presse. Jacques Marcillac, important journaliste de la 1re partie du XXe siècle, devenu rédacteur en chef du Figaro, impliqué dans la collaboration et rétrogradé rédacteur-adjoint dans l'après-guerre puis dirigeant de l'hebdomadaire Samedi-soir, voit sa rédaction lui refuser de le suivre dans le compte rendu amical du phénomène Roux et réduire la série d'articles pressentis à un article unique vantant les mérites du guérisseur,.
Des disciples journalistes fondent des journaux à Paris et à Toulon et une agence chrétienne d'information.
Emprisonné à plusieurs reprises pour son militantisme de rue, van Gerdinge obtient un rendez-vous du préfet du Vaucluse, ce qui a pour effet d'aplanir les difficultés et même d'éviter la dissolution du mouvement qui était envisagée par le Garde des Sceaux au printemps 54.
L'activisme de René van Gerdinge aura fait croire qu'il était le dirigeant effectif de l'église chrétienne universelle (fondée en 1952). Le gourou étant la personnalité mystique en retrait, van Gerdinge avait un rôle plus voyant d'administration et de relations publiques.
En tant que gérant de la revue Messidor, il eut pour tâche de trouver la trésorerie assurant la pérennité du support (la revue, longtemps mensuelle, en est à son 393e numéro).

## L'œuvre
Van Gerdinge fut aussi corédacteur du journal mensuel Lumière jusqu'aux années 1980.
Dans Messidor il assure l'écriture de séries qui réinterprètent les thématiques culturelles sous l'angle spiritualiste : L'Esprit des religions (de janvier 1956 à mars 1970, numéro 50 à 220), La Science à travers les âges (de mars 1956 à janvier 1974, n°52 à 266), L'Évolution de la langue (de juillet 1955 à avril 1970, n°44 à 221).
- L'Esprit des religions témoigne de façon exhaustive des délibérations de l'église catholique engagée dans la réforme du concile Vatican II.
- La Science à travers les âges est une réflexion sur l'émergence du savoir (l'épistémologie).
- L'Évolution de la langue qui étudie chronologiquement les développements de la littérature française est une interrogation sur le sens de "l'inspiration" et le mystère du sentiment esthétique.

Puis René van Gerdinge a mis en chantier un Dictionnaire de la langue universelle qu'ont interrompu ses travaux d'imprimeur.

## La réinsertion
René van Gerdinge a fondé un centre avignonnais pour l'église (le bâtiment dit de la Pépinière) doté d'une imprimerie vouée dans un premier temps aux publications du mouvement. Puis transplanté à Paris il occupe un cinéma du boulevard de la Madeleine pour ses réunions publiques sous l'égide de l'agence mondiale d'information [sic]. Il a multiplié les rencontres avec l'intelligentsia. Outre les interviews dans Lumière, deux ouvrages indépendants seulement sont issus de son importante production : Le Droit à l'indifférence, Mediatis, Paris, 1995, préface de l'abbé Pierre, introduction d'Albert Jacquard. Et un recueil de poèmes, Soleillade, Médiatis, Paris, 2000.
Après le décès de Georges Roux, il collabore à la transformation des structures de la secte, l'église chrétienne universelle devenant l'Alliance universelle. C'est lui qui en rédige les statuts. Puis il rompt avec le mouvement à la fin des années 1980.
Voilà comment Costa Lefkochir, artiste peintre réalisant des ouvrages en association avec des écrivains et qui a été très lié à van Gerdinge, commente sur la toile l'évolution de son ami : « RvG a fait partie pendant de nombreuses années d'un mouvement spirituel qu'il a quitté pendant les années 1980 à la suite de divergences concernant l'évolution et la philosophie de celui-ci. »